# San Rafael del Moján
San Rafael del Moján é uma cidade venezuelana, capital do município de Mara (Colón).